# Lavandaia (Degas)
Lavandaia è un dipinto del pittore francese Edgar Degas, realizzato nel 1875.

## Descrizione
Mostrandosi sensibile all'influsso del Realismo, Degas fu un attento osservatore del mondo del lavoro. Con atteggiamento squisitamente voyeuristico il pittore registrò diligentemente le misere condizioni del popolo, sottoposto al logorio di lavori massacranti e malpagati: non a caso, infatti, egli fu immensamente affascinato dal tema delle lavandaie, già approfondito da pittori settecenteschi come Fragonard e Boucher in gioiose composizioni. Il romanziere realista Edmond de Goncourt, quando si recò il 12 febbraio 1874 nell'atelier di Degas, approvò questa particolare scelta figurativa ritenendola congeniale alla sensibilità di un artista moderno, baudelaireneamente inteso:
(Edmond de Goncourt)
Degas, pur confrontandosi con il tema delle lavandaie, ne offrì tuttavia un'interpretazione radicalmente «moderna», ben diversa dunque da quella gioiosamente frivola dei pittori francesi del XVIII secolo, come Fragonard e Boucher. Il presente dipinto, infatti, raffigura una lavandaia nelle sue umili vesti,  prostrata dalla fatica mentre è piegata sul ferro da stiro che muove utilizzando tutta la pesantezza del suo corpo. I volumi della figura sono messi in risalto dal candore della biancheria che la circonda: l'osservatore del dipinto, quindi, può ben constatare come il suo viso sia triste e sofferente, ma improntato a una dignitosa quanto consapevole rassegnazione, come se la donna avesse preso coscienza dell'amara e immutabile realtà che governa il suo destino.